# Campionati del mondo di atletica leggera paralimpica 2013
I VI Campionati del mondo di atletica leggera paralimpica si sono tenuti a Lione, Francia, presso lo Stade du Rhône dal 20 al 28 luglio 2013. Sono stati assegnati titoli in 29 specialità (17 maschili e 12 femminili), ciascuna delle quali suddivisa in un numero variabile di gare per le diverse categorie di disabilità.

## Partecipazione
A questo campionato mondiale parteciparono 94 Paesi (tra parentesi è indicato il numero di atleti per ciascuno di essi):
- Algeria (25)
- Angola ( 4)
- Argentina (13)
- Australia (36)
- Austria ( 5)
- Azerbaigian ( 9)
- Brunei ( 4)
- Bielorussia ( 3)
- Belgio ( 8)
- Benin ( 2)
- Bermuda ( 1)
- Bosnia ed Erzegovina ( 2)
- Brasile (35)
- Brunei ( 1)
- Bulgaria ( 9)
- Camerun ( 1)
- Canada (32)
- Capo Verde ( 2)
- Rep. Centrafricana ( 1)
- Cile ( 1)
- Cina (22)
- Taipei cinese ( 4)
- Colombia (18)
- Croazia (14)
- Cuba ( 6)

- Rep. Ceca (15)
- Danimarca ( 5)
- Gibuti ( 1)
- Egitto ( 12)
- Etiopia ( 1)
- Finlandia (10)
- Francia (33)
- Gambia ( 1)
- Germania (26)
- Regno Unito (46)
- Grecia (19)
- Hong Kong ( 1)
- Ungheria ( 4)
- Islanda ( 3)
- India (10)
- Iran (11)
- Iraq ( 7)
- Irlanda ( 8)
- Israele ( 1)
- Italia (12)
- Giamaica ( 5)
- Giappone (34)
- Giordania ( 2)
- Kazakistan ( 8)
- Kenya ( 5)

- Kuwait ( 8)
- Lettonia ( 7)
- Libia ( 5)
- Lituania ( 6)
- Lussemburgo ( 1)
- Malaysia ( 7)
- Messico (21)
- Montenegro ( 1)
- Mongolia ( 1)
- Marocco (15)
- Mozambico ( 2)
- Namibia ( 8)
- Paesi Bassi ( 9)
- Nuova Zelanda ( 2)
- Nigeria ( 5)
- Norvegia ( 1)
- Palestina ( 3)
- Polonia (35)
- Portogallo (21)
- Qatar ( 2)
- Romania ( 2)
- Russia (66)
- Ruanda ( 1)
- Arabia Saudita ( 5)
- Senegal ( 1)

- Serbia ( 5)
- Slovacchia ( 8)
- Slovenia ( 4)
- Sudafrica (28)
- Corea del Sud ( 6)
- Spagna (25)
- Sri Lanka ( 8)
- Svezia (10)
- Svizzera (14)
- Siria ( 1)
- Thailandia (11)
- Tunisia (12)
- Turchia (13)
- Uganda ( 1)
- Ucraina (32)
- Emirati Arabi Uniti (18)
- Stati Uniti (76)
- Uzbekistan ( 5)
- Venezuela (23)

## Medagliati

### Uomini

#### Corse
| Specialità | Categoria       | Oro                                                                                            | Prestazione  | Argento | Prestazione | Bronzo | Prestazione |
| Corse piane |                 |                                                                                                |              | |             | |             |
| 100 m | T11             | Lucas Prado guida: Lorenzo Alves Martins                                                       | 11"45        | Felipe da Sousa Gomes guida: Jorge Borges | 11"68       | Ananias Shikongo guida: Even Tjiviju                                                                                       | 11"85       |
| 100 m | T12             | Mateusz Michalski                                                                              | 10"79        | Artem Loginov | 11"07       | Maximiliano Rodriguez Magi                                                                                                 | 11"24       |
| 100 m | T13             | Jason Smyth                                                                                    | 10"61        | Jonathan Ntutu | 11"12       | Radoslav Zlatanov | 11"15       |
| 100 m | T34             | Walid Ktila                                                                                    | 16"07        | Rheed McCracken | 16"29       | Stefan Rusch | 16"62       |
| 100 m | T35             | Dmitrij Safronov                                                                               | 12"49        | Iurii Tsaruk | 12"79       | Hernan Barreto | 13"21       |
| 100 m | T36             | Evgenii Shvetcov                                                                               | 11"90        | Roman Pavlyk | 12"40       | Graeme Ballard | 12"48       |
| 100 m | T37             | Andrey Vdovin                                                                                  | 11"48        | Roman Kapranov | 11"71       | Omar Monterola | 11"88       |
| 100 m | T38             | Evan O'Hanlon                                                                                  | 10"93        | Dyan Buis | 11"29       | Edson Pinheiro | 11"30       |
| 100 m | T42             | Heinrich Popow Scott Reardon                                                                   | 12"68        | - | -           | Clavel Kayitare | 12"87       |
| 100 m | T43             | Alan Fonteles Oliveira                                                                         | 10"80        | Blake Leeper | 11"34       | Joshua Kennison | 11"93       |
| 100 m | T44             | Jonnie Peacock                                                                                 | 10"99        | Richard Browne | 11"01       | Jerome Singleton | 11"27       |
| 100 m | T45 - T46 - T47 | Michal Derus                                                                                   | 10"93 T47    | Gabriel Cole | 10"96 T47   | Yohansson Nascimento | 10"99       |
| 100 m | T51             | Toni Piispanen                                                                                 | 22"59        | Mohamed Berrahal | 23"49       | Alvise De Vidi | 23"78       |
| 100 m | T52             | Raymond Martin                                                                                 | 17"46        | Salvador Hernandez | 17"49       | Gianfranco Iannotta | 17"95       |
| 100 m | T53             | Brent Lakatos                                                                                  | 14"51        | Mickey Bushell | 15"12       | Ariosvaldo Silva | 15"22       |
| 100 m | T54             | Leo Pekka Tahti                                                                                | 14"11        | Kenny van Weeghel | 14"33       | Marc Schuh | 14"70       |
| 200 m | T11             | Lucas Prado guida: Laercio Martins                                                             | 22"55        | Ananias Shikongo guida: Even Tjiviju | 22"71       | Daniel Silva guida: Heitor Sales                                                                                           | 22"86       |
| 200 m | T12             | Mateusz Michalski                                                                              | 21"78        | Fëdor Trikolič | 22"25       | Artem Loginov | 22"49       |
| 200 m | T13             | Jason Smyth                                                                                    | 21"05 =      | Nambala Johannes | 21"59       | Jonathan Ntutu | 22"09       |
| 200 m | T34             | Walid Ktila                                                                                    | 29"67        | Rheed McCracken | 30"49       | Henry Manni | 30"70       |
| 200 m | T35             | Dmitrij Safronov                                                                               | 24"69        | Iurii Tsaruk | 25"18       | Hernan Barreto | 26"13       |
| 200 m | T36             | Evgenii Shvetcov                                                                               | 24"69        | Roman Pavlyk | 24"99       | Wa Wai So | 25"20       |
| 200 m | T37             | Andrey Vdovin                                                                                  | 22"77        | Fanie van der Merwe | 23"16       | Sofiane Hamdi | 23"45       |
| 200 m | T38             | Evan O'Hanlon                                                                                  | 21"95        | Dyan Buis | 22"85       | Lee Whiteley | 23"00       |
| 200 m | T42             | Richard Whitehead                                                                              | 24"95        | Scott Reardon | 25"29       | Heinrich Popow | 26"02       |
| 200 m | T43             | Alan Fonteles Oliveira                                                                         | 20"66        | Blake Leeper | 21"78       | David Behre | 23"45       |
| 200 m | T44             | Jarryd Wallace                                                                                 | 22"08        | David Prince | 22"34       | Jerome Singleton | 22"34       |
| 200 m | T45 - T46 - 47  | Yohansson Nascimento                                                                           | 21"91 T45    | Michal Derus | 21"95 T47   | Raciel Gonzalez Isidoria                                                                                                   | 22"15       |
| 200 m | T51             | Edgar Navarro                                                                                  | 40"68        | Toni Piispanen | 40"90       | Alvise De Vidi | 43"07       |
| 200 m | T52             | Raymond Martin                                                                                 | 31"48        | Gianfranco Iannotta | 33"02       | Leonardo Perez | 33"15       |
| 200 m | T53             | Brent Lakatos                                                                                  | 25"46        | Huzhao Li | 26"66       | Pierre Fairbank | 26"84       |
| 200 m | T54             | Kenny van Weeghel                                                                              | 25"10        | Leo Pekka Tahti | 25"51       | Saichon Konjen | 25"58       |
| 400 m | T11             | Daniel Silva guida: Wendell Souza                                                              | 50"38        | David Brown guida: Rolland Slade | 51"71       | Timothee Adolphe guida: Cedric Felip                                                                                       | 52"13       |
| 400 m | T12             | Egor Sharov                                                                                    | 49"16        | Thomas Ulbricht guida: Tobias Schneider | 50"61       | Hyacinthe Deleplace | 51"18       |
| 400 m | T13             | Nambala Johannes                                                                               | 49"07        | Alexander Zverev | 49"26       | Luis Manuel Galano | 49"52       |
| 400 m | T34             | Walid Ktila                                                                                    | 53"61        | Rheed McCracken | 53"71       | Mohamed Hammadi | 55"02       |
| 400 m | T36             | Evgenii Shvetcov                                                                               | 56"27        | Paul Blake | 56"72       | Andrey Zhirnov | 58"14       |
| 400 m | T37             | Chermen Kobesov                                                                                | 51"88        | Sofiane Hamdi | 52"54       | Charl Du Toit | 52"74       |
| 400 m | T38             | Evan O'Hanlon                                                                                  | 50"55        | Dyan Buis | 51"98       | Union Sekailwe | 52"66       |
| 400 m | T43 - T44       | Alan Fonteles Oliveira                                                                         | 48"58 T43    | Blake Leeper | 49"30       | David Prince | 50"63       |
| 400 m | T46 - T47       | Gunther Matzinger                                                                              | 49"45        | Ettiam Calderon | 49"68       | Pradeep Uggl Dena Pathirannehelag                                                                                          | 50"03       |
| 400 m | T52             | Raymond Martin                                                                                 | 59"85        | Steven Toyoji | 1'03"53     | Thomas Geierspichler | 1'03"86     |
| 400 m | T53             | Brent Lakatos                                                                                  | 49"02        | Huzhao Li | 49"53       | Richard Colman | 49"59       |
| 400 m | T54             | Marcel Hug                                                                                     | 47"15        | Marc Schuh | 47"52       | Kenny van Weeghel | 47"57       |
| 800 m | T11             | Odair Santos guida: Carlos Santos                                                              | 2'00"50      | William Sosa guida: Cesar Chavarro Diaz | 2'03"53     | Hasan Huseyin Kacar guida: Muhammet Ugur Cakir                                                                             | 2'04"88     |
| 800 m | T12             | Egor Sharov                                                                                    | 1'50"02      | Abderrahim Zhiou | 1'52"34     | Yeltsin Jacques guida: Carlos Santos                                                                                       | 1'56"59     |
| 800 m | T13             | Abdellatif Baka                                                                                | 1'54"36      | Lukasz Wietecki | 1'55"94     | Abdelillah Mame | 1'56"07     |
| 800 m | T34             | Walid Ktila                                                                                    | 1'51"25      | Mohamed Hammadi | 1'51"91     | Rheed McCracken | 1'53"15     |
| 800 m | T36             | Paul Blake                                                                                     | 2'06"10      | Artem Arefyev | 2'08"04     | Pavel Kharagezov | 2'16"47     |
| 800 m | T37             | Michael McKillop                                                                               | 1'57"17      | Brad Scott | 2'02"81     | Charl Du Toit | 2'03"89     |
| 800 m | T46             | Hermas Muvunyi                                                                                 | 1'54"04      | Samir Nouioua | 1'55"43     | Alex Pires | 1'56"45     |
| 800 m | T52             | Raymond Martin                                                                                 | 1'59"52      | Leonardo Perez | 2'00"11     | Steven Toyoji | 2'03"28     |
| 800 m | T53             | Joshua George                                                                                  | 1'41"88      | Brent Lakatos | 1'43"43     | Pierre Fairbank | 1'43"88     |
| 800 m | T54             | Gyu Dae Kim                                                                                    | 1'37"55      | Marcel Hug | 1'38"04     | Saichon Konjen | 1'38"61     |
| 1500 m | T11             | Odair Santos guida: Carlos Santos                                                              | 4'06"51      | Cristian Valenzuela guida: Lucas Jaramillo | 4'15"80     | William Sosa guida: Cesar Chavarro Diaz                                                                                    | 4'20"24     |
| 1500 m | T12             | Abderrahim Zhiou                                                                               | 4'01"52      | Yeltsin Jacques guida: Carlos Santos | 4'03"52     | Semih Deniz | 4'05"46     |
| 1500 m | T13             | Abdellatif Baka                                                                                | 3'53"05      | Youssef Benibrahim | 3'55"22     | Tarik Zalzouli | 3'57"86     |
| 1500 m | T20             | Peyman Nasiri Bazanjani                                                                        | 3'57"51      | Daniel Pek | 3'59"09     | Viacheslav Khrustalev | 3'59"32     |
| 1500 m | T36             | Artem Arefyev                                                                                  | 4'32"89      | Pavel Kharagezov | 4'51"17     | Jose Pampano Cillero | 4'51"91     |
| 1500 m | T37 - T38       | Michael McKillop                                                                               | 4'10"17 T37  | Abbes Saidi | 4'12"78     | Deon Kenzie | 4'14"21     |
| 1500 m | T46             | Samir Nouioua                                                                                  | 4'05"61      | Alex Pires | 4'06"04     | Michael Roeger | 4'06"74     |
| 1500 m | T52             | Raymond Martin                                                                                 | 3'51"28      | Thomas Geierspichler | 3'51"80     | Steven Toyoji | 3'52"88     |
| 1500 m | T54             | Marcel Hug                                                                                     | 3'08"16      | Rawat Tana | 3'08"75     | Masayuki Higuchi | 3'09"64     |
| 5000 m | T11             | Odair Santos guida: Carlos Santos guida: Samuel Nascimento                                     | 15'33"37     | Cristian Valenzuela guida: Lucas Jaramillo | 15'45"68    | Nuno Alves guida: Ricardo Abreu                                                                                            | 16'12"69    |
| 5000 m | T12             | Amin Chentouf Ei                                                                               | 14'32"27     | Abderrahim Zhiou | 15'18"38    | Nacer-Eddine Karfas | 15'19"99    |
| 5000 m | T46             | Samir Nouioua                                                                                  | 15'09"92     | Alex Pires | 15'10"82    | Michael Roeger | 15'13"98    |
| 5000 m | T53 - T54       | Marcel Hug                                                                                     | 10'20"16 T54 | Masayuki Higuchi | 10'20"95    | Richard Colman | 10'24"09    |
| 10 000 m | T11 - T12       | Amin Chentouf Ei                                                                               | 29'38"85 T12 | Nacer-Eddine Karfas | 31'53"57    | Gustavo Nieves Campello | 34'29"71    |
| 10 000 m | T54             | Marcel Hug                                                                                     | 23'04"75     | Sho Watanabe | 23'05"24    | Jean-Paul Compaore | 23'05"93    |
| Prove su strada |                 |                                                                                                |              | |             | |             |
| Maratona | T11             | Cristian Valenzuela guida: Rodrigo Mellado guida: Lucas Jaramillo                              | 2h44'33"     | Shinya Wada guida: Takashi Nakata guida: Takehiko Gyoba                                                                                           | 2h45'34"    | Joaquim Machado guida: Alberto Chaica guida: Rui Chaves                                                                    | 2h45'50"    |
| Maratona | T12             | Amin Chentouf Ei                                                                               | 2h29'47"     | Elkin Serna Moreno guida: German Naranjo Jaramillo                                                                                                | 2h40'41"    | Gabriel Macchi guida: Martim Nunes guida: Jorge Rodrigues                                                                  | 2h41'25"    |
| Maratona | T46             | Alessandro Di Lello                                                                            | 2h33'42"     | Pedro Meza | 2h48'20"    | Ezequiel Costa | 3h00'45"    |
| Maratona | T54             | Marcel Hug                                                                                     | 1h28'44"     | Tomasz Hamerlak | 1h32'27"    | Kota Hokinoue | 1h32'27"    |
| Staffette |                 |                                                                                                |              | |             | |             |
| 4×100 m | T11 - T13       | Russia Artem Loginov Alexander Zverev Fëdor Trikolič Andrey Koptev (guida: Sergey Petrichenko) | 42"90        | Stati Uniti Markeith Price David Brown (guida: Rolland Slade) Elexis Gillette (guida: Wesley Hosea Williams) Josiah Jamison (guida: Jerome Avery) | 43"62       | Francia Hyacinthe Deleplace Antoine Perel (guida: Gautier Simounet) Bacou Dambakate Gauthier Makunda (guida: Edgar Onezou) | 44"70       |
| 4×100 m | T35 - T38       | Russia Andrey Vdovin Gocha Khugaev Roman Kapranov Evgenii Shvetcov                             | 44"85        | Sudafrica Charl Du Toit Union Sekailwe Fanie van der Merwe Dyan Buis                                                                              | 45"76       | Ucraina Andriy Onufriyenko Iurii Tsaruk Roman Pavlyk Mykyta Senyk                                                          | 45"81       |
| 4×100 m | T42 - T46       | Stati Uniti Jerome Singleton Richard Browne Jarryd Wallace Blake Leeper                        | 40"73        | Brasile Bruno Araujo Yohansson Nascimento Emicarlo Souza Alan Fonteles Oliveira                                                                   | 41"72       | Russia Yury Nosulenko Vadim Trunov Diias Izbasarov Ivan Prokopyev                                                          | 44"93       |
| 4×400 m | T53 - T54       | Canada Brent Lakatos Curtis Thom Jean-Paul Compaore Alexandre Dupont                           | 3'11"33      | Thailandia Sukhum Namlun Rawat Tana Pichet Krungget Saichon Konjen                                                                                | 3012"38     | Corea del Sud Sukman Hong Byunghoon Yoo Dong Ho Jung Gyu Dae Kim                                                           | 3'15"21     |
| record mondiale; record mondiale stagionale; record africano; record asiatico; record europeo; record nord-centroamericano e caraibico; record sudamericano; record oceaniano; record dei campionati; record nazionale; record personale; record personale stagionale. |                 |                                                                                                |              | |             | |             |

#### Concorsi
| Specialità | Categoria       | Oro                   | Prestazione   | Argento                 | Prestazione | Bronzo                | Prestazione          |
| Salti |                 |                       |               |                         |             |                       |                      |
| Salto in alto | F12 - F13       | Ihar Fartunau         | 1,93 m        | Tyson Gunter            | 1,90 m      | Ivan Kytsenko         | 1,87 m               |
| Salto in alto | F42 - F44       | Maciej Lepiato        | 2,13 m F44    | Jonathan Broom-Edwards  | 2,08 m      | Lukasz Mamczarz       | 1,75 m               |
| Salto in lungo | F11             | Elexis Gillette       | 6,32 m        | Chuan-Hui Yang          | 6,30 m      | Xavier Porras         | 6,24 m               |
| Salto in lungo | F12             | Hilton Langenhoven    | 7,28 m        | Kamil Aliyev            | 6,99 m      | Rza Osmanov           | 6,88 m               |
| Salto in lungo | F13             | Luis Felipe Gutierrez | 7,33 m        | Ihar Fartunau           | 6,73 m      | Per Jonsson           | 6,71 m               |
| Salto in lungo | F20             | Dmytro Prudnikov      | 7,15 m        | Zoran Talic             | 7,07 m      | Lenine Cunha          | 6,77 m               |
| Salto in lungo | F36             | Roman Pavlyk          | 5,44 m        | Mariusz Sobczak         | 5,22 m      | Marcin Mielczarek     | 5,05 m               |
| Salto in lungo | F37 - F38       | Andriy Onufriyenko    | 5,95 m        | Chermen Kobesov         | 5,92 m      | Andrea Dalle Ave      | 5,79 m               |
| Salto in lungo | F42             | Atsushi Yamamoto      | 6,11 m        | Rudy Garcia-Tolson      | 5,98 m      | Heinrich Popow        | 5,96 m               |
| Salto in lungo | F44             | Markus Rehm           | 7,95 m        | Ronald Hertog           | 6,78 m      | Maciej Lepiato        | 6,49 m               |
| Salto in lungo | F46 - F47       | Fuliang Liu           | 7,10 m        | Tobi Fawehinmi          | 7,04 m F46  | Arnaud Assoumani      | 6,77 m               |
| Salto triplo | F11             | Ruslan Katyshev       | 12,70 m       | Elexis Gillette         | 12,66 m     | Firas Bentria         | 12,59 m              |
| Salto triplo | F12             | Vladimir Zayets       | 15,30 m       | Doniyor Saliev          | 15,06 m     | Siarhei Burdukou      | 14,75 m              |
| Salto triplo | F46 - F47       | Fuliang Liu           | 14,76 m F47   | Aliaksandr Subota       | 14,04 m     | Georgios Kostakis     | 13,85 m              |
| Lanci |                 |                       |               |                         |             |                       |                      |
| Getto del peso | F11             | David Casinos Sierra  | 13,07 m       | Vasyl Lishchynskyi      | 12,92 m     | Sergei Mikhalev       | 12,68 m              |
| Getto del peso | F12             | Andrii Holivets       | 15,52 m       | Vladimir Andryushchenko | 14,68 m     | Sergei Shatalov       | 14,10 m              |
| Getto del peso | F20             | Muhammad Zolkefli     | 15,32 m       | Jeffrey Ige             | 15,28 m     | Todd Hodgetts         | 15,17 m              |
| Getto del peso | F32 - F33       | Kamel Kardjena        | 12,23 m       | Karim Betina            | 10,37 m     | Mounir Bakiri         | 10,13 m              |
| Getto del peso | F34             | Scott Jones           | 13,38 m       | Alexander El'min        | 12,79 m     | Mohsen Kaedi          | 12,73 m              |
| Getto del peso | F35             | Tomasz Paulinski      | 11,11 m       | Alexis Jose Paez        | 9,81 m      | Michal Glab           | 9,47 m               |
| Getto del peso | F36             | Vladimir Sviridov     | 14,70 m =     | Sebastian Dietz         | 13,17 m     | Pawel Piotrowski      | 12,91 m              |
| Getto del peso | F37             | Dong Xia              | 16,15 m       | Mindaugas Bilius        | 15,24 m     | Mykola Zhabnyak       | 14,12 m              |
| Getto del peso | F38             | Oleksandr Doroshenko  | 14,71 m       | Moussa Tambadou         | 12,72 m     | Dusan Grezl           | 12,34 m              |
| Getto del peso | F41             | Bartosz Tyszkowski    | 12,18 m       | Jonathan Santos         | 11,67 m     | Kyron Duke            | 11,64 m              |
| Getto del peso | F42             | Aled Davies           | 14,71 m       | Frank Tinnemeier        | 13,93 m     | Drako Kralj           | 13,20 m              |
| Getto del peso | F44             | Jackie Christiansen   | 17,66 m       | Adrian Matusik          | 15,12 m     | Josip Slivar          | 14,92 m              |
| Getto del peso | F46 - F47       | Nikita Prokhorov      | 15,69 m F46   | Dmytro Ibragimov        | 14,74 m     | Matthias Schulze      | 14,65 m              |
| Getto del peso | F52 - F53       | Aigars Apinis         | 10,23 m = F52 | Scot Severn             | 8,26 m      | Che Jon Fernandes     | 7,92 m               |
| Getto del peso | F54 - F55       | Karol Kozun           | 11,23 m       | Georg Tischler          | 9,47 m      | Scott Winkler         | 10,82 m              |
| Getto del peso | F56 - F57       | Mohamad Mohamad       | 14,12 m F57   | Jamil Elshebli          | 13,75 m     | Aleksi Kirjonen       | 12,73 m F56          |
| Getto del peso | F58             | Alexey Ashapatov      | 15,41 m       | Janusz Rokicki          | 14,98 m     | Leonardo Amancio      | 14,65 m              |
| Lancio del disco | F11             | David Casinos Sierra  | 39,32 m       | Sergio Paz              | 36,09 m     | Vasyl Lishchynskyi    | 35,3 m               |
| Lancio del disco | F12             | Kim Lopez Gonzalez    | 46,39 m       | Vladimir Andryushchenko | 40,43 m     | Branimir Budetic      | 3,67 m               |
| Lancio del disco | F32 - F33 - F34 | Lahouari Bahlaz       | 22,75 m F32   | Yanzhang Wang           | 46,79 m F34 | Hani Alnakhli         | 32,87 m F33          |
| Lancio del disco | F35 - F36       | Sebastian Dietz       | 42,18 m F36   | Georgios Vagiannopoulos | 38,96 m     | Volodymyr Zhaivoronok | 38,52 m              |
| Lancio del disco | F37 - F38       | Mykola Zhabnyak       | 55,71 m F37   | Dong Xia                | 51,99 m     | Guy Henly             | 51,13 m F37          |
| Lancio del disco | F41             | Jonathan Santos       | 43,11 m       | Bartosz Tyszkowski      | 42,70 m     | titolo non assegnato  | titolo non assegnato |
| Lancio del disco | F42             | Aled Davies           | 47,62 m       | Marinos Fylachtos       | 41,07 m     | Dechko Ovcharov       | 40,95 m              |
| Lancio del disco | F44             | Jeremy Campbell       | 58,86 m       | Dan Greaves             | 54,58 m     | Adrian Matusik        | 52,39 m              |
| Lancio del disco | F46 - F47       | Nikita Prokhorov      | 49,68 m F46   | Dmytro Ibragimov        | 46,26 m     | Tomasz Rebisz         | 45,70 m              |
| Lancio del disco | F51 - F52 - F53 | Mohamed Berrahal      | 13,16 m F51   | Mohamed Zemzemi         | 12,62 m     | Aigars Apinis         | 21,06 m F52          |
| Lancio del disco | F54 - F55 - F56 | Leonardo Díaz         | 45,32 m F56   | Drazenko Mitrovic       | 32,25 m F54 | Mustafa Yuseinov      | 38,01 m              |
| Lancio del disco | F57 - F58       | Alexey Ashapatov      | 58,39 m F58   | Samir Nabiyev           | 45,77 m     | Claudiney Santos      | 45,65 m              |
| Lancio del giavellotto | F11             | Anibal Bello          | 46,17 m       | Vitalii Telesh          | 40,89 m     | Bil Marinkovic        | 38,43 m              |
| Lancio del giavellotto | F12 - F13       | Chih-Chung Chiang     | 59,29 m       | Branimir Budetic        | 58,97 m     | Sajad Nikparast       | 58,47 m              |
| Lancio del giavellotto | F33 - F34       | Mohsen Kaedi          | 43,41 m F34   | Yanzhang Wang           | 39,45 m     | Mauricio Valencia     | 38,80 m F34          |
| Lancio del giavellotto | F37 - F38       | Reinhardt Hamman      | 45,72 m F38   | Dmitrijs Silovs         | 46,45 m     | Jayden Sawyer         | 40,53 m              |
| Lancio del giavellotto | F41             | Mathias Mester        | 41,26 m       | Kyron Duke              | 36,03 m     | Ivan Bogatyrev        | 30,41 m              |
| Lancio del giavellotto | F42             | Helgi Sveinsson       | 50,98 m       | Yaniong Fu              | 50,89 m     | Runar Steinstad       | 49,81 m              |
| Lancio del giavellotto | F44             | Tony Falelavaki       | 54,39 m       | Márcio Fernandes        | 53,87 m     | Ali Omidi             | 51,9 m               |
| Lancio del giavellotto | F46             | Devendra Jhajharia    | 57,04 m       | Abdolrasoul Mirshekari  | 52,62 m     | Mahmoud Ismail        | 50,22 m              |
| Lancio del giavellotto | F52 - F53       | Alphanso Cunningham   | 24,30 m F53   | Abdolreza Jokar         | 21,28 m     | Georgios Karaminas    | 15,54 m              |
| Lancio del giavellotto | F54 - F55 - F56 | Luis Zepeda           | 28,17 m F54   | Alexey Kuznetsov        | 27,87 m     | Manolis Stefanoudakis | 27,70 m              |
| Lancio del giavellotto | F57 - F58       | Mohammad Khalvandi    | 50,23 m F58   | Claudiney Santos        | 44,94 m F57 | Raed Salem            | 46,46 m              |
| Lancio della clava | F31 - F32 - F51 | Lahouari Bahlaz       | 37,51 m F32   | Maciej Sochal           | 36,97 m F32 | Jan Vanek             | 26,16 m F51          |
| record mondiale; record mondiale stagionale; record africano; record asiatico; record europeo; record nord-centroamericano e caraibico; record sudamericano; record oceaniano; record dei campionati; record nazionale; record personale; record personale stagionale. |                 |                       |               |                         |             |                       |                      |

### Donne

#### Corse
| Specialità | Categoria | Oro                                            | Prestazione | Argento                                                  | Prestazione | Bronzo                                       | Prestazione |
| Corse piane |           |                                                |             |                                                          |             |                                              |             |
| 100 m | T11       | Terezinha Guilhermina guida: Guilherme Santana | 12"16       | Jerusa Geber Santos guida: Luiz Henrique Silva           | 12"80       | Jhulia Santos guida: Fabio De Oliveira       | 13"11       |
| 100 m | T12       | Guohua Zhou guida: Jie Li                      | 12"19       | Libby Clegg guida: Mikail Huggins                        | 12"23       | Oksana Boturchuk                             | 12"30       |
| 100 m | T13       | Olena Gliebova                                 | 12"32       | Ilse Hayes                                               | 12"60       | Sanaa Benhama                                | 12"77       |
| 100 m | T34       | Hannah Cockroft                                | 17"88       | Amy Siemons                                              | 19"15       | Rosemary Little                              | 19"93       |
| 100 m | T35       | Oxana Corso                                    | 16"63       | Virginia McLachlan                                       | 16"07       | Ping Liu                                     | 16"58       |
| 100 m | T36       | Claudia Nicoleitzik                            | 14"48       | Min Jae Jeon                                             | 14"61       | Aygyul Sakhibzadaeva                         | 15"68       |
| 100 m | T37       | Mandy Francois-Elie                            | 13"72       | Maria Seifert                                            | 14"30       | Johanna Benson                               | 14"35       |
| 100 m | T38       | Sophie Hahn                                    | 13"10       | Veronica Hipolito                                        | 13"26       | Junfei Chen                                  | 13"55       |
| 100 m | T42       | Martina Caironi                                | 15"26       | Jana Schmidt                                             | 16"24       | Vanessa Low                                  | 17"18       |
| 100 m | T43 - T44 | Marlou van Rhijn                               | 13"02       | Marie-Amelie Le Fur                                      | 13"29       | April Holmes                                 | 13"60       |
| 100 m | T46 - T47 | Yudinis Castillo                               | 12"90       | Nikol Rodomakina                                         | 13"21       | Alicja Fiodorow                              | 13"55       |
| 100 m | T52       | Michelle Stilwell                              | 20"45       | Cassie Mitchell                                          | 23"00       | Kerry Morgan                                 | 23"36       |
| 100 m | T53       | Lisha Huang                                    | 17"09       | Angela Ballard                                           | 17"64       | Ilana Dupont                                 | 18"22       |
| 100 m | T54       | Tatyana McFadden                               | 16"42       | Amanda Kotaja                                            | 16"85       | Georgina Oliver                              | 17"93       |
| 200 m | T11       | Terezinha Guilhermina guida: Guilherme Santana | 24"74 =     | Jerusa Geber Santos guida: Luiz Henrique Silva           | 26"45       | Esperanca Gicaso guida: Isaac Vieira Adao    | 27"54       |
| 200 m | T12       | Oksana Boturchuk                               | 24"98       | Libby Clegg guida: Mikail Huggins                        | 25"31       | Hanka Kolnikova                              | 25"50       |
| 200 m | T13       | Sanaa Benhama                                  | 26"42       | Thiare Casarez                                           | 27"02       | Frieda Nakanyala                             | 29"54       |
| 200 m | T34       | Hannah Cockroft                                | 31"78       | Rosemary Little                                          | 33"73       | Amy Siemons                                  | 34"54       |
| 200 m | T35       | Oxana Corso                                    | 33"42       | Virginia McLachlan                                       | 34"03       | Carly Salmon                                 | 34"92       |
| 200 m | T36       | Min Jae Jeon                                   | 30"96       | Claudia Nicoleitzik                                      | 31"69       | Aygyul Sakhibzadaeva                         | 32"43       |
| 200 m | T37       | Mandy Francois-Elie                            | 28"48       | Bethany Woodward                                         | 29"12       | Johanna Benson                               | 29"18       |
| 200 m | T38       | Veronica Hipolito                              | 27"49       | Sophie Hahn                                              | 27"73       | Margarita Goncharova                         | 27"76       |
| 200 m | T43 - T44 | Marlou van Rhijn                               | 26"74 T43   | Marie-Amelie Le Fur                                      | 27"41 T44   | Sophie Kamlish                               | 28"71       |
| 200 m | T46 - T47 | Yudinis Castillo                               | 24"66 T46   | Anrune Liebenberg                                        | 26"06       | Alicja Fiodorow                              | 26"16       |
| 200 m | T52       | Michelle Stilwell                              | 35"71       | Kerry Morgan                                             | 40"84       | Cassie Mitchell                              | 42"84       |
| 200 m | T53       | Lisha Huang                                    | 29"76       | Angela Ballard                                           | 30"15       | Chelsea McClammer                            | 31"95       |
| 200 m | T54       | Tatyana McFadden                               | 28"69       | Amanda Kotaja                                            | 30"31       | Cheri Madsen                                 | 30"32       |
| 400 m | T11       | Terezinha Guilhermina guida: Guilherme Santana | 56"56       | Maria Silva guida: Nicolau Ernesto Palanca               | 1'00"21     | Miroslava Sedlackova guida: Michal Prochazka | 1'02"48     |
| 400 m | T13       | Olena Gliebova                                 | 56"76       | Thiare Casarez                                           | 58"78       | Erin McBride                                 | 1'01"28     |
| 400 m | T37       | Evgeniya Trushnikova                           | 1'05"69     | Neda Bahi                                                | 1'06"23     | Viktoriya Kravchenko                         | 1'10"01     |
| 400 m | T46 - T47 | Yunidis Castillo                               | 56"58       | Anrune Liebenberg                                        | 56"78       | Teresinha Santos                             | 59"31       |
| 400 m | T53       | Hongzhuan Zhou                                 | 56"76       | Shirley Reilly                                           | 56"98       | Angela Ballard                               | 57"00       |
| 400 m | T54       | Tatyana McFadden                               | 53"74       | Manuela Schaer                                           | 55"34       | Cheri Madsen                                 | 56"21       |
| 800 m | T11       | Annalisa Minetti guida: Stefano Ciallella      | 2'21"82     | Maritza Arango Buitrago guida: Jonathan Sanchez Gonzalez | 2'24"85     | Miroslava Sedlackova guida: Michal Prochazka | 2'26"42     |
| 800 m | T52       | Michelle Stilwell                              | 2'14"79     | Kerry Morgan                                             | 2'19"11     | Cassie Mitchell                              | 2'33"53     |
| 800 m | T53       | Hongzhuan Zhou                                 | 1'53"65     | Angela Ballard                                           | 1'53"88     | Madison de Rozario                           | 1'53"93     |
| 800 m | T54       | Tatyana McFadden                               | 1'44"44     | Manuela Schaer                                           | 1'47"70     | Edith Wolf                                   | 1'49"46     |
| 1500 m | T11 - T12 | Elena Pautova                                  | 4'43"77     | Meryem En-Nourhi                                         | 4'48"68     | Elena Congost Mohedano                       | 4'50"33     |
| 1500 m | T20       | Barbara Niewiedzial                            | 4'40"50     | Arleta Meloch                                            | 4'47"68     | Ilona Biacsi                                 | 4'50"70     |
| 1500 m | T54       | Tatyana McFadden                               | 3'34"06     | Wakako Tsuchida Edith Wolf                               | 3'34"39     | -                                            | -           |
| 5000 m | T53 - T54 | Tatyana McFadden                               | 12'08"07    | Manuela Schaer                                           | 12'08"33    | Edith Wolf                                   | 12'08"41    |
| Prove su strada |           |                                                |             |                                                          |             |                                              |             |
| Maratona | T53 - T54 | Manuela Schaer                                 | 1h49'15"    | Wakako Tsuchida                                          | 1h49'45"    | Edith Wolf                                   | 1h49'46"    |
| record mondiale; record mondiale stagionale; record africano; record asiatico; record europeo; record nord-centroamericano e caraibico; record sudamericano; record oceaniano; record dei campionati; record nazionale; record personale; record personale stagionale. |           |                                                |             |                                                          |             |                                              |             |

#### Concorsi
| Specialità | Categoria       | Oro                  | Prestazione | Argento             | Prestazione | Bronzo                    | Prestazione |
| Salti |                 |                      |             |                     |             |                           |             |
| Salto in lungo | F11             | Lorena Spoladore     | 4,37 m      | Paraskevi Kantza    | 4,28 m      | Juntingxian Jia           | 4,17 m      |
| Salto in lungo | F12             | Oksana Zubkovska     | 6,51 m      | Lynda Hamri         | 5,71 m      | Sara Martinez Puntero     | 5,60 m      |
| Salto in lungo | F13             | Ilse Hayes           | 5,76 m      | Sanaa Benhama       | 5,53 m      | Iulia Korunchak           | 5,00 m      |
| Salto in lungo | F20             | Karolina Kucharczyk  | 6,09 m      | Krestina Zhukova    | 5,30 m      | Mikela Ristoski           | 5,27 m      |
| Salto in lungo | F37 - F38       | Margarita Goncharova | 4,94 m F38  | Ramune Adomaitiene  | 4,45 m      | Maria Fernandes           | 4,27 m      |
| Salto in lungo | F42             | Martina Caironi      | 4,25 m      | Jana Schmidt        | 3,87 m      | Vanessa Low               | 3,85 m      |
| Salto in lungo | F44             | Iris Pruysen         | 5,00 m      | Marie-Amelie Le Fur | 4,82 m      | Mami Sato                 | 4,70 m      |
| Salto in lungo | F46             | Nikol Rodomakina     | 5,92 m      | Carlee Beattie      | 5,75 m      | Sheila Finder             | 5,14 m      |
| Lanci |                 |                      |             |                     |             |                           |             |
| Getto del peso | F11             | Assunta Legnante     | 16,79 m     | Liangmin Zhang      | 11,59 m     | Izabela Campos            | 8,63 m      |
| Getto del peso | F12             | Marta Prokofyeva     | 13,12 m     | Sofia Oksem         | 12,15 m     | Tamara Sivakova           | 11,99 m     |
| Getto del peso | F20             | Ewa Durska           | 13,18 m     | Antonina Baranova   | 12,95 m     | Anastasiia Mysnyk         | 12,65 m     |
| Getto del peso | F32 - F33 - F34 | Birgit Kober         | 9,92 m F34  | Mounia Gasmi        | 6,01 m F32  | Maria Stamatoula          | 5,92 m      |
| Getto del peso | F35 - F36       | Mariia Pomazan       | 12,35 m F35 | Qing Wu             | 10,43 m F36 | Katherine Proudfoot       | 10,16 m     |
| Getto del peso | F37             | Na Mi                | 11,72 m     | Eva Berna           | 10,67 m     | Shirlene Coelho           | 10,19 m     |
| Getto del peso | F42 - F44       | Jana Schmidt         | 9,15 m      | Juan Yao            | 11,56 m     | Sanela Redzic             | 8,81 m      |
| Getto del peso | F52 - F53       | Cassie Mitchell      | 5,79 m F52  | Svitlana Stetsyuk   | 4,77 m F53  | Pamela Lejean             | 4,46 m F53  |
| Getto del peso | F54             | Maria Bogacheva      | 7,56 m      | Liwan Yang          | 7,07 m      | Hania Aidi                | 6,67 m      |
| Getto del peso | F55 - F56 - F57 | Martina Willing      | 9,03 m F56  | Nadia Medjmedj      | 9,60 m      | Marianne Buggenhagen      | 7,70 m      |
| Getto del peso | F58             | Angeles Ortiz        | 11,43 m     | Stela Eneva         | 11,40 m     | Nassima Saifi             | 11,18 m     |
| Lancio del disco | F11 - F12       | Sofia Oksem          | 40,80 m     | Liangmin Zhang      | 35,24 m     | Marija Ivekovic Mestrovic | 38,85 m     |
| Lancio del disco | F35 - F36       | Mariia Pomazan       | 31,42 m F35 | Qing Wu             | 25,78 m F36 | Katherine Proudfoot       | 24,91 m     |
| Lancio del disco | F37             | Na Mi                | 33,09 m     | Viktorya Yasevych   | 29,37 m     | Beverley Jones            | 28,54 m     |
| Lancio del disco | F40 - F41       | Raoua Tlili          | 27,84 m     | Fathia Amaimia      | 51,70 m     | Holly Neill               | 21,54 m     |
| Lancio del disco | F51 - F52 - F53 | Josie Pearson        | 7,09 m F51  | Becky Richter       | 6,09 m      | Zena Cole                 | 5,80 m      |
| Lancio del disco | F54 - F55 - F56 | Marianne Buggenhagen | 27,04 m     | Martina Willing     | 24,23 m F56 | Shaimaa Gaber             | 23,71 m     |
| Lancio del disco | F57 - F58       | Nassima Saifi        | 42,05 m F58 | Orla Barry          | 31,08 m F57 | Ming Liu                  | 28,65 m F57 |
| Lancio del giavellotto | F12 - F13       | Anna Sorokina        | 39,75 m F12 | Natalija Eder       | 37,34 m     | Ya-Ting Liu               | 35,71 m     |
| Lancio del giavellotto | F33 - F34       | Birgit Kober         | 27,45 m F34 | Marjaana Heikkinen  | 20,79 m     | Marie Braemer-Skowronek   | 19,74 m     |
| Lancio del giavellotto | F46 - F47       | Hollie Arnold        | 37,45 m     | Holly Robinson      | 34,37 m     | Yukiko Kato               | 29,87 m     |
| Lancio del giavellotto | F52 - F53       | Estela Salas         | 10,75 m     | Dimitra Korokida    | 10,36 m F53 | Esther Rivera             | 10,04 m     |
| Lancio del giavellotto | F54 - F55 - F56 | Hania Aidi           | 18,32 m F54 | Liwan Yang          | 17,49 m     | Ntombizanele Situ         | 17,16 m     |
| Lancio del giavellotto | F57 - F58       | Safia Djelal         | 30,53 m     | Sylvia Grant        | 19,85 m     | CeCe Mazyck               | 19,83 m     |
| Lancio della clava | F31 - F32 - F51 | Maroua Ibrahmi       | 24,15 m F32 | Becky Richter       | 15,00 m F51 | Josie Pearson             | 14,01 m     |
| record mondiale; record mondiale stagionale; record africano; record asiatico; record europeo; record nord-centroamericano e caraibico; record sudamericano; record oceaniano; record dei campionati; record nazionale; record personale; record personale stagionale. |                 |                      |             |                     |             |                           |             |

## Medagliere
| Posizione | Paese       | Oro | Argento | Bronzo | Totale |
| --------- | ----------- | --- | ------- | ------ | ------ |
| 1         | Russia      | 26  | 16      | 11     | 53     |
| 2         | Stati Uniti | 17  | 18      | 17     | 52     |
| 3         | Brasile     | 16  | 10      | 14     | 40     |
| 4         | Ucraina     | 13  | 9       | 8      | 30     |
| 5         | Regno Unito | 11  | 9       | 9      | 29     |